# 2007年度新城國語力頒獎禮得獎名單
2007年度新城國語力頒獎禮於2007年8月4日在香港會議展覽中心Hall 3舉行。當晚，共頒發69個獎項，結果男歌手方面，劉德華成為大贏家，獲得6個獎項；而女歌手則為蕭亞軒，獲得4個獎項；另外組合大贏家為S.H.E，獲得4.5個獎項。

## 得獎名單

### 歌曲獎項
- 新城國語力歌曲
  - 《I Am Who I Am 我就是我》 ——光良
  - 《好聽》 ——許茹芸
  - 《不速之客》 ——江美琪
  - 《將軍令》 ——吳克群
  - 《春天的微笑》 ——何耀珊
  - 《傷城秘密》 ——何韻詩
  - 《飆汗》 ——容祖兒／羅志祥
  - 《小小》 ——容祖兒
  - 《飄零燕》 ——Twins
  - 《牧笛》 ——劉德華
  - 《心肝寶貝》 ——劉德華
  - 《她要我 她不愛我》 ——任賢齊
  - 《暗戀》 ——黃曉明
  - 《殺手》 ——林俊傑
  - 《復活》 ——林宇中／金莎
  - 《3-7-20-1》 ——曹格
  - 《Honey Honey Honey》 ——蕭亞軒
  - 《愛愛愛》 ——方大同
  - 《中國話》 ——S.H.E
  - 《五月天》 ——S.H.E
- 新城國語力熱爆K歌
  - 《一個人走》 ——光良／衛蘭
  - 《黛玉笑了》 ——泳兒
  - 《兩隻戀人》 ——曹格
  - 《這樣就好》 ——鄧穎芝
  - 《過馬路》 ——鄭融
  - 《只對你有感覺》 ——飛輪海／Hebe
- 新城國語力熱播冠軍歌曲大獎
  - 《I Am Who I Am 我就是我》 ——光良
- 新城國語力年度歌曲大獎
  - 《心肝寶貝》 ——劉德華

### 專輯獎項
- 新城國語力優秀專輯
  - 《認了吧》 ——陳奕迅
  - 《一隻牛的異想世界》 ——劉德華
  - 《愛愛愛》 ——方大同
- 新城國語力亞洲專輯大獎
  - 《依然范特西》 ——周杰倫

### 新人獎項
- 新城國語新勢力歌手
  - 應昌佑
  - 泳兒
  - 胡清藍
  - 金莎
- 新城國語新勢力組合
  - Krusty
- 新城國語新勢力樂團
  - 愛樂團

### 歌手獎項
- 新城國語力躍進歌手
  - 鄭希怡
  - 林宇中
- 新城國語力創作歌手
  - 方大同
  - 吳克群
- 新城國語力中國內地優秀歌手
  - 張靚穎
- 新城國語力中國內地人氣偶像
  - 黃曉明
- 新城國語力演繹獎
  - 容祖兒
  - 曹格
  - 蕭亞軒
- 新城國語力舞臺大獎
  - 蕭亞軒
  - S.H.E
  - 林俊傑
- 新城國語力製作人大獎
  - 王力宏
- 新城國語力亞洲創作歌手大獎
  - 王力宏
- 新城國語力亞洲人氣偶像
  - Twins
- 新城國語力亞洲歌手大獎
  - 光良
  - 劉德華
  - 任賢齊
- 新城國語力亞洲組合大獎
  - S.H.E.
- 新城國語力男歌手
  - 光良
  - 曹格
  - 陳奕迅
- 新城國語力女歌手
  - 張靚穎
  - 容祖兒
  - 蕭亞軒
- 新城國語力組合
  - Twins
  - 飛輪海
- 新城國語力突出華人跨界音樂表現獎
  - 何耀珊
- 新城國語力全球至尊歌手大獎
  - 劉德華
- 新城國語力殿堂音樂貢獻大獎
  - 劉家昌

## 媒體播放
由新城娛樂台現場播出；並於約一星期後在無綫音樂台播放。